# Brachyptérolle écaillé
Geobiastes squamiger
Genre
Espèce
Statut de conservation UICN

 VU A3c : Vulnérable
 C1 
Synonymes
- Brachypteracias squamigera

Le Brachyptérolle écaillé (Geobiastes squamiger) est une espèce d'oiseaux de la famille des Brachypteraciidae.
Cet oiseau est endémique de l'est de Madagascar.